# Jacques Dinfreville
Pierre d'Esneval (1901-1986) est un Général de Division français membre des Forces françaises libres sous le nom de guerre de Jacques Dinfreville. Il est l'auteur de nombreux ouvrages d'histoire et d'histoire militaire.

## Biographie
Pierre d'Esneval est issu d’une ancienne famille normande de la région de Rouen. Il est né à Écalles-Alix le 29 décembre 1901.
Il est sorti de Saint-Cyr en 1923,  dans la promotion « du Souvenir » 108e, 1921-1923. Breveté d’état major en 1932, il rejoint Londres en juin 1943, où il est affecté au 2e bureau de l’état major français. Il est ensuite chef du 2e bureau du maréchal de Lattre à Alger, puis son chef de Cabinet au moment du débarquement de Provence.
Il commande à la fin de la guerre le régiment du Morvan dans les Vosges puis le 46e régiment d'infanterie devant La Rochelle. Commandant du Groupe mobile nord-africain au Tonkin en 1949-50, il est ensuite Chef de cabinet de Jean Letourneau, ministre des États associés en 1951, puis chef de la mission militaire auprès de l’Armée nationale vietnamienne en 1952.
Il est sous chef d’État Major au SHAPE de 1953 à 1955 et termine sa carrière militaire à la 4e division d’infanterie motorisée en Algérie de  1956 à 1957.

## Ses œuvres
- Nouveau monde. Imprimerie d’Extrême-Orient, Hanoï, 1950
- L’Opération Indochine, 1953
- L’Effervescent Maréchal de Saint-Arnaud. Les Éditions du Scorpion, 1960.
- Messieurs les Ex ou le fil de l’honneur. La Table Ronde, 1963.
- Le Roi Jean : vie et mort du Maréchal de Lattre de Tassigny. La Table Ronde, 1964
- Châteaux de l’Eure. Nouvelles Éditions Latines, 1968
- Le Chevalier d’Infreville et les marquis de la mer. Éditions Albatros, 1973, (prix Marie-Eugène Simon-Henri-Martin de l’Académie française en 1974)
- Louis XIV : les saisons d’un grand règne. Éditions Albatros, 1977, (prix Marie-Eugène Simon-Henri-Martin de l’Académie française en 1979)
- Le Secret de Marie-Caroline Duchesse de Berry. Pierre d’Esneval, 1982

Nombreux articles dans différentes revues, notamment dans :
- Miroir de l'Histoire
- Nouvelles de l’Eure
- Écrits de Paris
- Itinéraires Chroniques et Documents
- Historia